# 위성우
위성우(魏誠佑, 1971년 6월 15일 ~ )는 대한민국의 농구 선수 출신 농구 지도자이다, 현재 한국여자프로농구 아산 우리은행 우리WON의 감독을 맡고 있다. 신장은 187cm, 체중은 82kg이다.

## 선수 경력
1995년 현대전자 농구단에 입단하여 성인 농구 선수생활을 시작하였다. 상무 농구단에 복무 이후 안양 SBS 스타즈로 트레이드 되었고 식스맨으로 많이 출장했다. 2001년 대구 동양 오리온스로 이적하며 식스맨으로 활약하여 구단 창단 첫 통합우승에 기여하였다. 2002-03 시즌에도 정규리그 우승을 하였다. 2003-04 시즌 울산 모비스 오토몬스로 이적했고 2004 - 2005 시즌 후 FA 자격을 얻었으나, 모비스와 재계약에 실패한 후 현역 은퇴를 선언했다.

## 지도자 경력
때마침 당시 코치직에 있었던 전주원이 2005년에 현역 복귀를 선언하여 코치진에 공석이 생기자, 이영주 감독의 부름을 받아 신한은행의 코치로 합류하였다. 2012년까지 신한은행의 코치로 재임했으며, 임달식 감독을 보좌하여 팀의 우승을 보조하였다. 2008년에는 베이징 올림픽 국가대표팀 코치로 선임되어 정덕화 감독을 보좌했다.
2011-2012 시즌 후 아산 우리은행 위비의 감독으로 선임되었다.
2014년 아시안 게임에서 우승하여, 대한민국 여자 농구 국가대표팀에 20년 만에 금메달을 안겼다.

## 학력
- 성동초등학교
- 경남중학교
- 부산중앙고등학교
- 단국대학교

## 이력
- 1995년 현대전자 농구단
- 1996년 ~ 1998년 상무 농구단
- 1998년 ~ 2001년 안양 SBS 스타즈
- 2001년 ~ 2003년 대구 동양 오리온스
- 2003년 ~ 2005년 울산 모비스 피버스
- 2005년 ~ 2012년 인천 신한은행 에스버드 코치 - 7회 우승
- 2008년 하계 올림픽 여자농구 국가대표팀 코치
- 2012년 4월 10일 ~ 현재 아산 우리은행 우리WON 감독 - 6년연속 통합우승
- 2013년 제25회 FIBA 아시아 여자농구선수권대회 국가대표팀 감독
- 2014년 아시안 게임 여자 농구 국가대표팀 감독
- 2015년 여자 농구 국가대표팀 감독

## 수상
- 2012~2013시즌 KDB금융그룹 여자프로농구 시상식 지도자상(통합우승)
- 2013~2014시즌 우리은행 여자프로농구 시상식 지도자상(정규리그 우승)
- 2014~2015시즌 KB국민은행 여자프로농구 시상식 지도자상(정규리그 우승)
- 2015~2016시즌 KDB생명 여자프로농구 시상식 지도자상(정규리그 우승)
- 2016~2017시즌 삼성생명 여자프로농구 시상식 지도자상(정규리그 우승)
- 2017~2018시즌 신한은행 여자프로농구 시상식 지도자상(정규리그 우승)
- 2019~2020시즌 하나원큐 여자프로농구 시상식 지도자상(정규리그 우승)
- 2019~2020시즌 하나원큐 여자프로농구 시상식 특별상(정규리그 감독 최다승[200승])

## 감독 기록
| 팀       | 연도    | G   | W   | L  | W–L% | 최종 | PG | PW | PL | PW–L% | 결과               |
| -------- | ------- | --- | --- | -- | ---- | ---- | -- | -- | -- | ----- | ------------------ |
| 우리은행 | 2012-13 | 35  | 24  | 11 | .686 | 1위  | 3  | 3  | 0  | 1.000 | 챔피언 결정전 승리 |
| 우리은행 | 2013-14 | 35  | 25  | 10 | .714 | 1위  | 4  | 3  | 1  | .750  | 챔피언 결정전 승리 |
| 우리은행 | 2014-15 | 35  | 28  | 7  | .800 | 1위  | 4  | 3  | 1  | .750  | 챔피언 결정전 승리 |
| 우리은행 | 2015-16 | 35  | 28  | 7  | .800 | 1위  | 0  | 0  | 0  | –     | 챔피언 결정전 승리 |
| 우리은행 | 2016-17 | 35  | 33  | 2  | .943 | 1위  | 3  | 3  | 0  | 1.000 | 챔피언 결정전 승리 |
| 우리은행 | 2017-18 | 35  | 29  | 6  | .829 | 1위  | 3  | 3  | 0  | 1.000 | 챔피언 결정전 승리 |
| 우리은행 | 2018-19 | 35  | 27  | 8  | .771 | 2위  | 3  | 1  | 2  | .333  | 플레이오프 패배    |
| 우리은행 | 2019-20 | 27  | 21  | 6  | .778 | 1위  | —  | —  | —  | –     | 플레이오프 미개최  |
| 우리은행 | 2020-21 | 30  | 22  | 8  | .733 | 1위  | 3  | 1  | 2  | .333  | 플레이오프 패배    |
| 통산     | 통산    | 302 | 237 | 65 | .785 |      | 23 | 17 | 6  | .739  |                    |